# Rallisport Challenge 2
Rallisport Challenge 2 är ett rallyspel till Microsoft Xbox utvecklat av de svenska företaget DICE år 2004. Det är en uppföljare till Rallisport Challenge. Speler innehåller vissa nya saker som skiljer sig från det första spelet, såsom förarkabinskameror och möjligheten att kunna ändra bil i alla stunder. Men andra saker, som statistik som visar hästkrafter och antalet växlar, har tagits bort från menyn där bilarna väljs. 
Bilarna delas upp i fem kategorier med två underkategorier var plus de "klassiska" bilarna. Det finns fyra färgtyper för varje bil och spelaren måste köra 31, 87 samt 149 miles för att kunna låsa upp dem. Genom att vinna alla mästerskap i karriärläget låses alla fyra färgtyper för bilarna upp.